# IAR 81 C

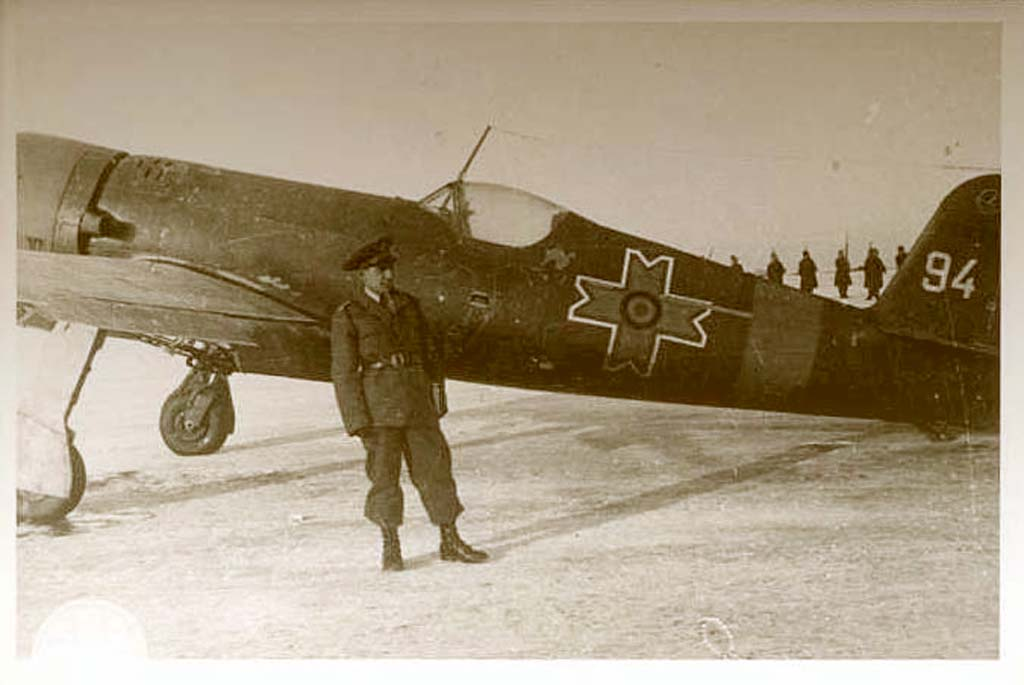
Avionul IAR81 pe frontul estic

IAR81C este un avion de vânătoare și bombardare în picaj, aceste avioane au fost folosite în timpul celui de-al Doilea Război Mondial de către Statul Național-Legionar Român. A fost folosit în Ucraina Uniunii Sovietice. IAR81C avea un motor tip I.A.R.-K 14-1000A, o  diferență dintre cele două avioane IAR81 și IAR80 este că în loc de tunul Ikaria, IAR81 avea două Mauser MG 151. S-au fabricat in total 161 de avioane IAR81. Producția acestor avioane s-a încheiat în anul 1944, înainte de a fi înlocuite de Bf 109-ul german.